# International Freedom Battalion
Das International Freedom Battalion (türkisch Enternasyonalist Özgürlük Taburu, kurdisch: Tabûra Azadî ya înternasyonal, arabisch تابور الحرية العالمي), kurz IFB bzw. EÖT, ist die Fremdenlegion der Volksverteidigungseinheiten (YPG). Die Gruppe von ausländischen Freiwilligen kämpft im syrischen Bürgerkrieg zur Unterstützung der Rojava-Revolution und gegen den Islamischen Staat. Zu den politischen Ideologien der Kämpfer gehören der Marxismus-Leninismus, der Hoxhaismus, der Maoismus und der Anarchismus.
Die Aufstellung des Internationalen Freiheitsbataillons wurde am 10. Juni 2015 in Serê Kaniyê (Ras al-Ayn) bekannt gegeben. Inspiration für die Gruppe kam von den Internationalen Brigaden des Spanischen Bürgerkrieges.

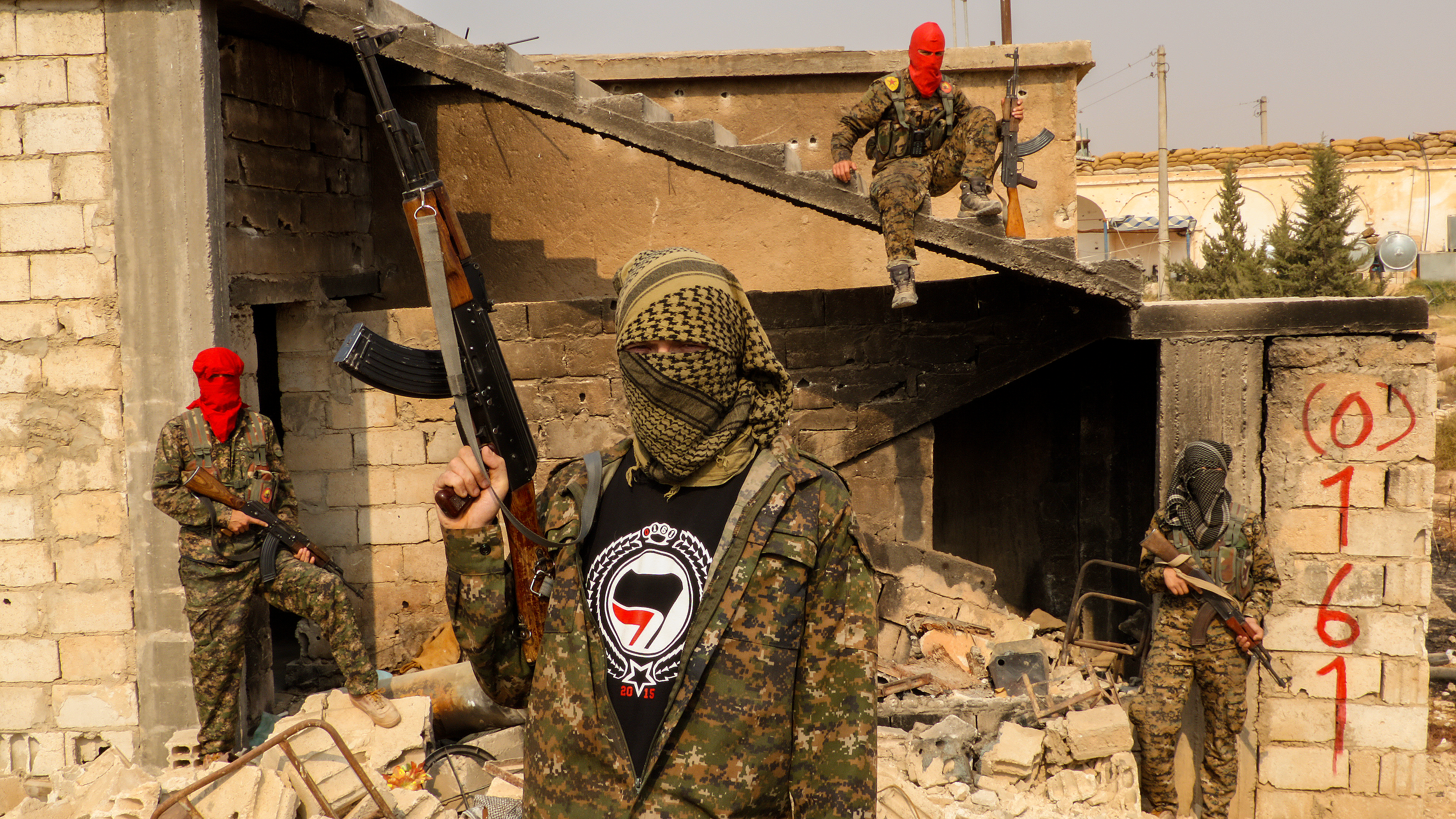
Militante Antifa-Mitglieder, Einheit: 0161 Antifa Manchester Crew, im Norden von Syrien (2017).

Die Kämpfer stammen aus verschiedenen europäischen linken, teilweise linksextremistischen Gruppierungen, wobei die größte Gruppe aus der Marksist Leninist Komünist Parti (MLKP) der Türkei stammt. Mindestens sieben MLKP-Mitglieder kamen bei den Kämpfen bisher ums Leben, darunter auch die aus Duisburg stammende Ivana Hoffmann.

## Zusammensetzung
Die International Freedom Battalion bestehen aus Mitgliedern folgender linker und linksextremistischen Organisationen:

Antifa
Bob Crow Brigade
Brigade Henri Krasucki (BHK)
Marksist Leninist Komünist Parti (MLKP)
Türkiye Komünist Emek Partisi/Leninist (TKEP/L)
Türkiye Komünist Partisi/Marksist-Leninist (TKP/ML)
Birleşik Özgürlük Güçleri (BÖG)
Devrimci Karargah
RUIS bzw. ΕΣΔΑ